# Катара (герой)
Катара е герой от анимационния телевизионен сериал на Nickelodeon „Аватар: Повелителят на четирите стихии“ (англ. Avatar: The Last Airbender). В английската версия е озвучен с гласа на Мей Уитман.
14-годишната Катара е Повелител на водата от Южното водно племе, разположено на Южния полюс, която заедно с по-големия си брат Сока откриват Анг – отдавна изчезналият Аватар, и го придружават в пътуването му с цел победа над Огнения народ и мир за воюващите народи.

## Създаване и концепция
Според неизлъчения пилотен епизод, включен в пълното DVD-издание на първата „книга“ (Avatar: The Last Airbender Complete Book 1 Collection DVD), Катара първоначално е била кръстена Кая, но името ѝ било променено непосредствено преди създаването на сериала. В епизода „Град на стени и тайни”, Катара и Тоф, използват фалшиви имена, за да влязат на празненство, организирано в Земното царство. Името ѝ е Куа Мей (Kuā Měi), което означава „Очарователна красавица”.

## Историята
Катара е отгледана до момент, в който се явява като майка в семейството ѝ, във Водното племе. Когато Катара е била 8-годишна, майка ѝ е била убита по време на нападение, извършено от Огнения народ. Въпреки че интересите ѝ са свързани с овладяване на уменията ѝ като Повелител на водата, тя се занимава със задълженията да готви и чисти, докато брат ѝ Сока тренира, за да стане воин. Когато Катара е 12-годишна, баща ѝ Хакода заедно с другите мъже от племето поемат на път към Земното царство, за да участват във войната срещу Огнения народ. Катара остава сама заедно с брат си и баба си Кана, да се грижи за племето.
Събитията в сериала „Аватар: Повелителят на четирите стихии“, започват две години след това, по време на риболов с копия, когато Катара и Сока откриват Анг в айсберг. Катара го освобождава и разбира, че Анг е Аватарът. С общата цел за овладяване на Водата, Катара заедно с брат си придружават Анг в пътешествието му към Северното водно племе, с цел да открият учител, който да ги обучи. Още с пристигането им, учителят Паку отказва да я приеме като ученик, защото е момиче. Но след като Паку разбира, че Катара е внучка на някогашната му любима, Катара бива приета.
Вторият сезон започва с напускането на Катара на Северния полюс, и получаване като дар вода от свещения оазис. Катара продължава пътешествието си заедно с Анг към Земното царство, от където трябва да овладее изкуството на Земята. По време на престоя си в крепостта на Земното царство, генерал Фонг поставя живота на Катара в опасност, в опит да накара Анг да достигне Аватарски транс - състояние,  в което е по-силен, но ако умре, няма да се прероди. В групата им се присъединява Тоф - сляпо момиче, опитващо се да бъде самостоятелно. Тоф владее земята и се ориентира чрез силите си. Тя бяга от задушаващите я родители с Анг, Сока и Катара, и след няколко епизода се озовават в пустинята. В пустинята те откриват Библиотеката на Уан-Ши-Тонг, огромен дух, където разбират, че повелителите на огъня не могат да ползват силите си по време на слънчево затъмнение. Когато духът разбира, че ще ползват това знание, за да победят във войната, той срива библиотеката, за да погребе в пясъците познанието, заедно с носителите му. По това време губят летящия бизон Апа, който след няколко епизода отново намират. Тоф овладява металът, наравно със земята.   Докато са в Ба-Синг-Се, Анг бива смъртоносно ранен, но Катара успява да спаси живота му.
В началото на трети сезон групата, която трябва да организира атаката, бива нападната от кораб на Огнения народ, която разкрива фалшивата им самоличност, а Катара успява да помогне в бягството им. Смесени сили на Северното водно племе Земното царство, подпомагано от шепа воини на Южното водно племе обсаждат столицата на Огнения народ в деня на слънчевото затъмнение, когато огнените повелители не могат да ползват силите си. Анг знае, че затъмнението ще трае няколко минути, затова бърза да намери Господаря на огъня Озай. Той обаче се проваля и затъмнението отминава. След тези събития, Катара се среща с една стара жена в гората. Тя се оказва един от последните учители от Южното водно племе на име Хама. Тя била пленена и хвърлена в затвор от Огнения народ. Хама се опитва да обучи Катара на древните бойни техники на Южното водно племе, а впоследствие се опитва да я научи на владеене на кръвта - контролиране на водата в човешката кръв и, следователно, контролиране на човешкото тяло; тази техника е възможна само на пълнолуние. Катара обаче успява да победи в двубой като овладява кръвта ѝ. Хама е хвърлена в затвор от Огнения народ, понеже се оказва, че тя е пленявала хора от Огнения народ, чрез владеене на кръвта, като отмъщение, че е била пленена. 
Впоследствие към групата се присъединяват принцът на Огнения народ Зуко, и воинът от Острова на Киоши Суки, която е избягала от затвор на Огнения народ. Шестимата се готвят да нападнат за втори път Огнения народ. Появява се Кометата на Созин, която дава сила на огнените повелители като на сто слънца. И докато Суки, Сока и Тоф нападат огнените въздушни кораби, които ще запалят селищата на Земното царство, а Катара и Зуко се бият с огнената престолонаследница Азула, сестрата на Зуко, Анг се бие с Озай. Азула се опитва да удари с мълния Катара, но Зуко се хвърля пред нея и поема удара ѝ. Катара побеждава Азула и лекува Зуко. Анг влиза в Аватарски транс, но се отказва от това, за което се е готвил толкова време - да убие Господаря на огъня. Озай и Азула са хвърлени в тъмница, Зуко става Господар на огъня, мира е възстановен, Катара и Анг са заедно, и сериалът завършва така: Зуко слиза в тъмницата при Озай и го пита „Къде е моята майка?“. Това е и краят.

## Характер
Личността на Катара е изразена във всеотдайността ѝ към семейството, приятелите и дълга. Тя е символ на женската сила, и понякога има препратки, напомнящи Феминисткото движение. Със смъртта на майка ѝ, когато е била малка, Катара приема майчината роля в семейството. В резултат от това Катара развива своята грижовност и отговорност, с които се отнася към тези около нея. Като един от последните повелители на водата от Южното водно племе, съкровената мечта на Катара, е да стане учител повелител на водата и да се бори за спасяването на племето си. Страстна и напълно отдадена на мечтата си, тя започва да изучава техники още преди да е получила основно обучение. Дори и със своите ограничени познания, Катара е винаги яростно отдадена и решена да даде своя принос за спазяването на света.
Тази решителност на Катара е продиктувана от силно вроденото ѝ чувство за справедливост, което я кара да се впуска през глава в опасностите, за да помогне на приятелите си. Но с това силно чувство за справедливост, Катара може да бъде ревнива и крайно идеалистична с вярата си в контрола и в това, че е винаги права, като се изправя дори и срещу логиката. Характерът на Катара се изразява и като много избухлив. В моментите, когато става наистина гневна, нейните изблици на гняв са придружени с неволно използване на енергия, способна да разруши дори и огромен айсберг.